# На Хэрён
На Хэрён (кор. 나해령?, 羅海嶺?) — южнокорейская актриса и певица. Родилась 11 ноября 1994 года. Бывшая участница южнокорейской женской группы BESTie. Ранее была членом группы EXID, однако, пробыв в группе два месяца, вышла из состава с целью продолжить актёрскую карьеру. Ещё с малых лет Хэрён мечтала стать актрисой — уже в 10 лет она сыграла свою первую роль в сериалах «Sharp» и «Magic Kid Masuri», положившие начало её актёрской карьере.

## Дискография

### В составе EXID
- «Whoz That Girl»(2012)
- «I Do»(2012)

### В составе BESTie
- «Excuse Me»(2015)
- «Hot Baby»(2014)
- «Like A Star»(2014)
- «Thank You Very Much»(2014)
- «Love Options»(2013)
- «Zzang Christmas»(2013)
- «Pitapat»(2013)

## Фильмография

### Фильмы
| Год  | Название                          | Роль               | Примечание          |
| ---- | --------------------------------- | ------------------ | ------------------- |
| 2003 | Once Upon a Time in a Battlefield | Старшая дочь Кайбэ | Второстепенная роль |
| 2004 | Sisil-li 2 kilometer              | Аспирантка, няня   | Второстепенная роль |
| 2010 | Nice Shorts                       |                    |                     |

### Телевизионные драмы
| Год  | Название                            | Роль        | Телеканал    | Примечание               |
| ---- | ----------------------------------- | ----------- | ------------ | ------------------------ |
| 2001 | Dancing Girl Wawa                   |             | EBS          |                          |
| 2002 | School Story                        |             | EBS          |                          |
| 2002 | Magic Kid Masuri                    |             | KBS          |                          |
| 2003 | Sharp                               |             | KBS          |                          |
| 2004 | April Kiss                          |             | SBS          |                          |
| 2013 | Nine: Nine Time Travels             | Хан Со-Ра   | tvN          | Второстепенная роль      |
| 2014 | Drama Special: Oh Man-bok is Pretty | Гот         | KBS          | Второстепенная роль      |
| 2014 | Love and War 2: My Wife is the Boss | Чхэ Хи      | KBS          | Второстепенная роль      |
| 2014 | Hi! School — Love On                | Ри Йе       | KBS          | Второстепенная роль      |
| 2014 | My Lovely Girl                      | Ю Ра        | SBS          | Второстепенная роль      |
| 2015 | The Lover                           | Камео       | mNet         |                          |
| 2015 | The Producers                       | Ю На        | KBS          | Специальный гость        |
| 2015 | Love Ward No. 25                    | На Са       | Naver TVCast | Веб-сериал, главная роль |
| 2015 | 9 Seconds — Eternal Time            | Ю Са-Ра     | Naver TVCast | Веб-сериал, главная роль |
| 2015 | Mom                                 | Джу Хи      | MBC          | Второстепенная роль      |
| 2016 | My Mind’s Flower Rain               | Чон Кот-Ним | KBS          | Главная роль             |

### Эстрада
| Год  | Название                  | Телеканал | Примечание            |
| ---- | ------------------------- | --------- | --------------------- |
| 2013 | Comedy Big League         | tvN       | MC                    |
| 2014 | Hello Counselor           | KBS       | Эпизод 171            |
| 2015 | Running Man               | SBS       | Эпизод 253            |
| 2015 | King of Mask Singer       | MBC       | Эпизоды 27 и 28       |
| 2015 | Cool Kiz on The Block     | KBS       | Эпизод 130            |
| 2015 | Law of the Jungle — Samoa | SBS       | Актриса второго плана |

### Видеоклипы
| Год  | Песня              | Исполнитель             |
| ---- | ------------------ | ----------------------- |
| 2013 | «Talk to My Face»  | D-Unit                  |
| 2013 | „Sing the Spring“  | 40 (Forty)              |
| 2013 | „Like a Movie“     | 40 (Forty) и Лим Джонхи |
| 2014 | „Go and Come Back“ | Син Хын                 |
| 2014 | „Still in Love“    | Пэк Чиён                |
| 2014 | „Headache“         | High4                   |
| 2015 | «Your Voice»       | Noel                    |
| 2015 | «Autumn Leaves»    | Юджи (BESTie)           |